# John le Breton
John le Breton (auch John le Bretun oder John Brito) († vor 12. Mai 1275) war ein englischer Geistlicher. Er diente als königlicher Beamter und Richter und wurde 1269 Bischof von Hereford.

## Aufstieg im Dienst des Thronfolgers Eduard
Die Herkunft von John le Breton ist ungeklärt. Vermutlich war er jener John le Breton, der als Beamter von Mai 1254 bis April 1257 Sheriff von Herefordshire und im Juni 1257 Constable von Abergavenny Castle und Vogt der Herrschaft Abergavenny war, einer Herrschaft des Thronfolgers Lord Eduard in den Welsh Marches. Während des Englisch-Walisischen Kriegs ab 1256 konnte er nur 35 men-at-arms und 700 Fußsoldaten zur Abwehr walisischer Angriffe bei Llandovery zusammen ziehen, so dass die angrenzenden Marcher Lords die Hauptlast der Kämpfe tragen mussten. Ab 1258 befand sich König Heinrich III. im Konflikt mit einer Adelsopposition, und nachweislich reiste Breton im Oktober 1259 im Auftrag des Königs und des Thronfolgers nach Frankreich. Im Frühjahr oder Frühsommer 1260 gehörte er zum Haushalt des Thronfolgers, und nachdem dieser sich mit Roger of Leybourne zerstritten hatte, stieg Breton zum Verwalter des Haushalts des Thronfolgers auf. Im November 1261 wurde er beauftragt, die dem Thronfolger gehörenden Burgen in England und Wales zu versorgen und zu verstärken. Vermutlich war er damals bereits Kanoniker an der Kathedrale von Hereford geworden, deren Bischof Peter D’Aigueblanche zu den Unterstützern des Königs im Konflikt mit der Adelsopposition   gehörte. Bischof D’Aigueblanche und die Kanoniker von Hereford wurden zu Beginn des Zweiten Kriegs der Barone 1263 Ziel von Angriffen der Rebellen, und während dieser Zeit gibt es keine Nachweise von Breton. Erst nach dem entscheidenden Sieg der königlichen Partei in der Schlacht von Evesham stellte der König Breton im September 1265 wieder unter seinem Schutz. Im Juli 1266 wurde er zum Richter des King’s Bench ernannt, wofür er ein Jahresgehalt von £ 40 erhielt. Zwischen Januar und September 1268 diente Breton auch als reisender Richter in Yorkshire.

## Bischof von Hereford
Im Januar 1269 wurde Breton vom Kathedralkapitel von Hereford zum Bischof gewählt und am 2. Juni geweiht. Mit der Wahl zum Bischof beendete er seinen Dienst als Richter. Er gehörte zu den ranghöchsten ehemaligen Dienern des neuen Königs Eduard I., die diesem im Juli 1273 nach Frankreich entgegenreisten, als der König von seinem Kreuzzug zurückkehrte. Er nahm jedoch nicht an der Krönung des Königs im September 1274 teil und starb wenige Monate später.

## Breton als Rechtsgelehrter
Der Überlieferung nach wirkte Breton noch bei den Gesetzen, die Eduard I. erließ, mit. Das erste dieser Gesetze, das erste Statute of Westminster, ließ der König von seinem ersten Parlament kurz vor Bretons Tod bestätigen. Ob Breton tatsächlich noch an diesem Gesetz, das vor allem die lokale Verwaltung regelte, mitgewirkt hat, ist nicht nachweisbar. Bereits Ende des 13. Jahrhunderts wurde Breton auch als Verfasser des Buches le Bretoun genannt, der dritten erhaltenen umfassenden Darstellung des englischen Rechts. Breton kann aber unmöglich der Verfasser der ältesten erhaltenen Ausgabe dieses Buches sein, da diese Gesetze enthält, die erst 1290 erlassen wurden. Möglicherweise wurde Breton mit dem Richter Henry de Bracton verwechselt, dem mutmaßlichen Autor des Buches De legibus et consuetudinibus Angliae. Andererseits ist le Bretoun nicht auf Latein, sondern auf Französisch, der damaligen Sprache der englischen Ritter verfasst, die als Richter in den Grafschaften dienten. Dazu enthält es keine einführende Rechtsgeschichte, sondern ist mit der Beschreibung der verschiedenen Richterämter und der Aufgaben eines Coroners viel praxisnäher aufgebaut, was für eine ursprüngliche Urheberschaft von Breton spricht.